# Johan August Sandels

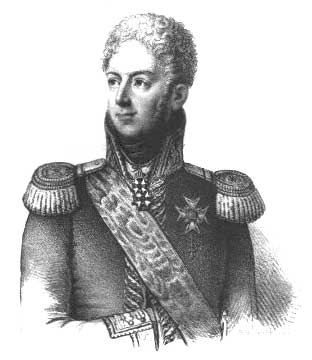
Johan August Sandels

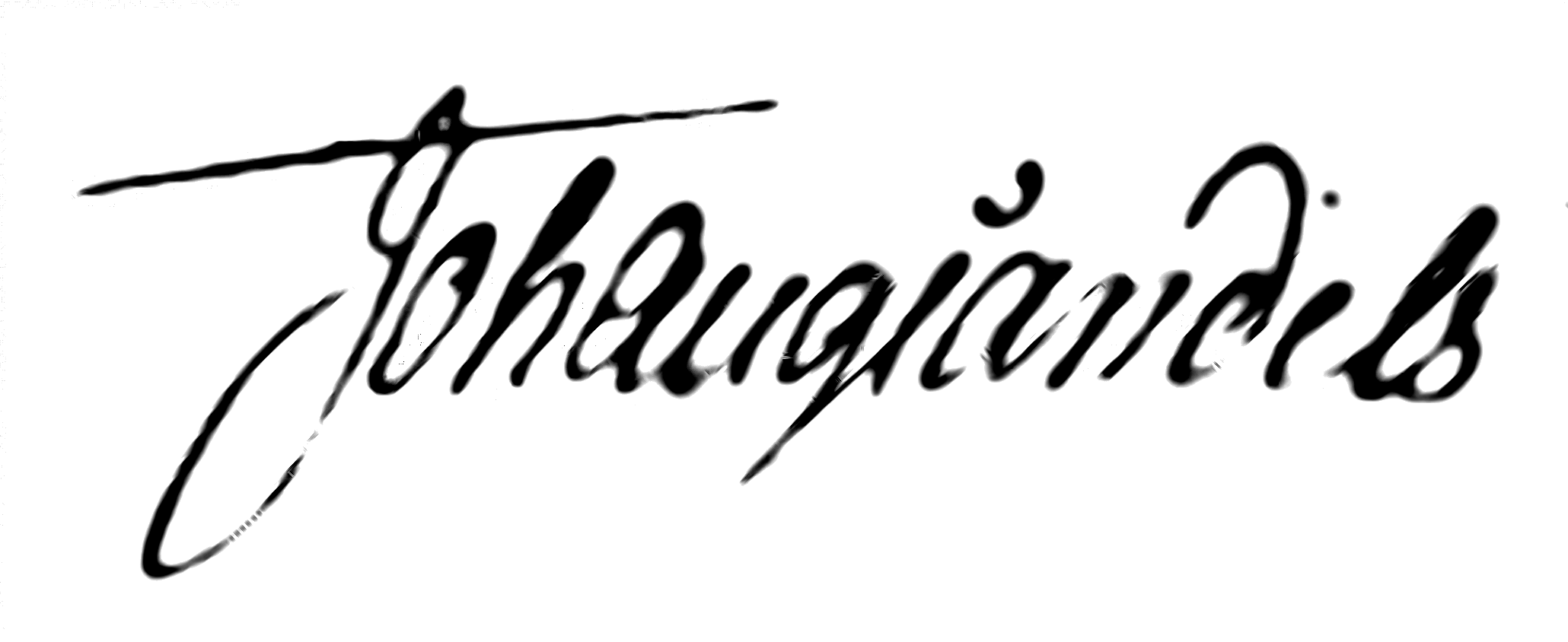
Unterschrift

Graf Johan August Sandels (* 31. August 1764 in Stockholm; † 22. Januar 1831 ebenda) war ein schwedischer Offizier und Politiker.

## Leben
Er war von 1818 bis 1827 Reichsstatthalter von Norwegen und wurde 1824 auch Feldmarschall. Im Russisch-Schwedischen Krieg 1808–1809 führte er die finnischen Truppen. Der einzige Sieg der Schweden in dieser Zeit war der Sieg von Sandels am 27. Oktober 1808 in der Schlacht an der Virtabrücke (Koljonvirta). Dieses Ereignis tauchte später in einer Reihe von Gedichten von Johan Ludvig Runeberg auf.
Im Jahr 1809 schloss er die Ehe mit Ulla Elisabet Hermelin. Sandels wurde 1812 zum Sekundärchef der schwedischen Leibgarde und zum Generalleutnant ernannt. 1813 ging er mit der schwedischen Armee nach Deutschland, um an der Seite von Bernadotte zu kämpfen. Er nahm an der Schlacht von Großbeeren und Dennewitz teil und war auch in der Schlacht von Leipzig anwesend. Nachdem er mit der Armee nach Holstein gegangen war und Kiel sicherte, kämpfte er 1814 in Belgien, wo er an der Belagerung von Maastricht teilnahm. Im Juli 1814 befehligte er die 2. Division bei der Invasion in Norwegen, als Schweden dieses Land annektierte. 1815 zog er sich als Kommandeur der schwedischen Leibgarde zurück. 1817 war er als Landmarschall Mitglied des schwedischen Parlaments. Daraufhin wurde er 1818 zum General der Infanterie befördert und gleichzeitig Gouverneur von Norwegen. Bei Bernadotte wurde Sandels zu dieser Zeit unbeliebt, da er Sympathien für Norwegen zeigte. Trotzdem wurde er 1824 zum Feldmarschall ernannt. Sandels zog sich im November 1827 aus gesundheitlichen Gründen zurück und starb 1831 in Stockholm.
Sandels ist auch eine Biermarke, die seit 1971 von der Brauerei Olvi gebraut wird. Humoristische Geschichten über Oberst Sandels (und seine Liebe zu Bier und gutem Essen) werden auf dem Label auf der Rückseite der Flasche abgedruckt.